# Kocioł wirowy
Kocioł wirowy (geol.) – owalne zagłębienie o wygładzonych ścianach, wyżłobione w stropie lub ścianie korytarza jaskini, w miejscach zawirowań płynącej pod ciśnieniem  wody krasowej, która wypełniała całą objętość korytarza jaskini. Formy w stropie jaskini są charakterystyczne dla warunków freatycznych. Kotły wirowe osiągają wielkość od kilkudziesięciu centymetrów do kilku metrów.
Charakterystyczne dla Jaskini Ciemnej kotły w stropie, osiągają średnicę 4 metrów.